# Tiago Leifert
Tiago Rodrigues de Leifert (pronúncia em português: [t͡ʃɪagu rodɾiɡiz dʒi laifer]; São Paulo, 22 de maio de 1980) é um jornalista, apresentador e locutor esportivo brasileiro. Atualmente trabalha no SBT.

## Vida pessoal
É filho de Maria Helena Rodrigues e Gilberto Leifert, ex-diretor da Central Globo de Relações com o Mercado da TV Globo. É neto do advogado Waldemar Leifert e de Julia Imam Leifert, bisneto de Salomão M. Leifert e de Anna Klabin, sendo descendente de judeus lituanos.
Em 2010 assumiu namoro com a repórter Daiana Garbin, com quem se casou no dia 17 de novembro de 2012, em São Paulo. Em 2020, logo após a final do Big Brother Brasil, do qual foi apresentador, foi anunciado que Tiago e Daiana seriam pais de uma menina. No dia 28 de outubro de 2020 nasceu Lua, a primeira filha do casal. Em janeiro de 2022, Tiago anunciou que sua filha foi diagnosticada com retinoblastoma, o que gerou grande comoção na internet.

## Carreira

### 1996-2012: Carreira como repórter e apresentador jornalístico
Aos 16 anos, iniciou a carreira como repórter do tradicional "Desafio ao Galo", programa dedicado ao futebol de várzea. Graduou-se em Jornalismo e Psicologia pela Universidade de Miami e foi trainee no Jornalismo da rede norte-americana NBC. Em 2004 começou a trabalhar na TV Vanguarda, afiliada da TV Globo em São José dos Campos, interior paulista, onde foi editor e apresentador do Vanguarda Mix, programa de entretenimento jovem da emissora. Dois anos depois retornou a São Paulo, onde passou a apresentar o Pro Rad na Globo, e matérias relacionadas a videogame no Esporte Espetacular. Cobriu a rodada do futebol brasileiro em 2008, os Jogos Pan-Americanos do Rio de Janeiro (2007) e os Jogos Olímpicos de 2008, em Pequim.
Em janeiro de 2009 passou a ser o novo editor-chefe e apresentador do Globo Esporte SP, quando introduziu um novo formato, permitindo-se dispensar o uso de teleprompter, o TP, recurso empregado pelo jornalismo e que propicia a leitura do texto previamente redigido sem desviar o olhar da câmera. Tornaram-se marcas registradas do programa a espontaneidade, os bordões e quadros bem humorados, como, por exemplo com os atacantes Pedrão, do Grêmio Barueri, Nei Paraíba do Guarani e Val Baiano (a quem homenageou com um funk ao vivo) do Flamengo. Leifert também abriu espaço para videogames e em algumas edições do programa desafiava ou era desafiado a jogar FIFA, do qual era o narrador oficial em português brasileiro, com comentários de Caio Ribeiro (edições 2013 a 2020).
Em 2010, para a Copa do Mundo na África do Sul, Leifert desenvolveu o formato de um novo programa, a Central da Copa, do qual se tornou editor e apresentador, caracterizado pela espontaneidade e presença de convidados no estúdio. No dia 15 de junho, quando a campanha "Cala a boca, Galvão" estava "bombando" na internet, Leifert surpreendeu a audiência ao provocar o assunto em entrevista com o próprio Galvão. Alguns prêmios conquistados pelo jornalista: em 2009, "Revelação", conferido pela Associação dos Cronistas Esportivos do Estado de São Paulo (ACEESP); "Melhor Apresentador de Televisão Aberta", conferido pela Associação Paulista de Críticos de Arte em 2010, 2011, 2012, e 2013; em 2010, o "Prêmio Comunique-se de Jornalista de Esportes/Midia Eletronica". Em 2011, Leifert ganhou o prêmio Melhores do Ano, no Domingão do Faustão da TV Globo, concorrendo com Fátima Bernardes e William Bonner na categoria melhor jornalista; prêmio de "Melhor Apresentador", conferido pela Associação dos Cronistas Esportivos do Estado de São Paulo (ACEESP) e "Destaque Jornalista Esportivo" do Prêmio Extra de Televisão, promovido pelo jornal Extra, por escolha dos leitores e internautas.

### 2012-2021: Migração e consolidação no entretenimento
A convite do diretor Boninho, Tiago passou a apresentar o The Voice Brasil na Globo desde a primeira temporada (2012). Em 2013, Carlinhos Brown e Daniel cantavam "Amor I Love You" e Leifert foi convidado a interpretar excerto de "O Primo Basílio", de Eça de Queiroz, contido na letra da canção composta por Carlinhos Brown e Marisa Monte: "Tinha suspirado… tinha beijado o papel devotamente. Ainda em 2013, Tiago apresentou o documentário da trajetória do Corinthians na Copa Libertadores da América e no Mundial de Clubes da FIFA, cujo título é E o Mundo Enlouqueceu. Em julho de 2015, Leifert despediu-se do Globo Esporte SP ao deixar o jornalismo para passar a atuar na área de entretenimento da Globo. Como primeiro trabalho no Projac, passou integrar interinamente a equipe de apresentadores do programa Encontro com Fátima Bernardes durante as férias da apresentadora. Em agosto de 2015, estreou como um dos apresentadores do novo programa É de Casa, exibido nas manhãs de sábado, sob a direção de Boninho. Entre janeiro e março de 2016, apresentou aos domingos a primeira temporada do The Voice Kids, versão do reality show para crianças e jovens de nove a quinze anos. Em 27 de agosto, foi anunciada sua saída do É de Casa para se tornar apresentador do Big Brother Brasil a partir da 17.ª temporada, substituindo Pedro Bial. Também foi anunciado que Leifert não iria comandar a segunda temporada do The Voice Kids, prevista para janeiro de 2017, sendo substituído por André Marques. Em 2016 passou a apresentar o programa Zero1, focando videogames, cultura Geek e o universo pop, tendo a direção de Alexandre Lannes e Eduardo Xocante, também do núcleo de Boninho.
Em 2017 passou a apresentar o Big Brother Brasil.
Em 2018, na esteira das manifestações políticas por esportistas na esteira do Black Lives Matter, Tiago escreve um artigo aonde defende que "evento esportivo não é local de manifestação política", o que seria criticado pelo comentarista esportivo Juca Kfouri como "leifertização do jornalismo esportivo".
No dia 31 de março de 2020, o paredão do BBB20, apresentado por Leifert, registrou 1 532 944 337 votos no site oficial do programa. O título de "maior quantidade de votos do público recebido por um programa de televisão" foi adjudicado pelo Guinness World Records.

### 2021-2025: Saída do Big Brother Brasil e hiato na televisão aberta
Em 4 de maio de 2021, encerrou a edição mais longa do reality show, com 100 dias de confinamento. Em entrevista no Conversa com Bial, de Pedro Bial, Leifert falou sobre a dificuldade de apresentar o BBB: 
"As inseguranças de fazer um Big Brother Brasil, só você vai me entender".
Em 10 de junho de 2021, Tiago Leifert foi designado para apresentar interinamente o Domingão do Faustão, pois seu titular estava hospitalizado. (No domingo, 13, foi a primeira vez em trinta e dois anos que Fausto Silva não esteve à frente de seu programa.)  No dia 17, a Globo anunciou o distrato com Fausto Silva e que Leifert passaria a comandar o quadro "Super Dança dos Famosos 2021", agora como programa da "grade", até o final do reality show.

Em 9 de setembro de 2021, Tiago Leifert e a TV Globo anunciaram que o apresentador decidiu não renovar seu contrato com a emissora na qual trabalha há mais de uma década. Leifert disse: 
"Chega um momento na vida de todo jovem que ele precisa sair da casa dos pais e encarar o mundo. Na minha vida pessoal eu já obviamente passei por esse momento, meus cabelos (ou a ausência deles) não mentem: tenho 41 anos, casado e sou pai. Já na vida profissional... esse momento chegou. Em dezembro vou me despedir da casa que eu amo. A ideia de mudar minha vida não é nova e comecei a discuti-la com a Globo ainda no ano passado. Como não havia pressa nenhuma, combinamos de nos falar de novo perto do fim do meu contrato. Recentemente, após uma nova conversa e com a ideia totalmente madura, comuniquei à Globo minha decisão."
O planejamento era que ele seguisse apresentando a 10º temporada do The Voice Brasil, cujo encerramento irá ao ar em 23 de dezembro. Porém, por conta de problemas pessoais, Tiago teve de viajar para São Paulo após já ter gravado a primeira fase da temporada, deixando a apresentação e entregando o posto para André Marques. O apresentador disse em nota: 
"Olá pessoal! Minha família precisa de mim aqui em SP nas próximas semanas e por isso, com coração partido, tem mudança de planos! Meu amigo querido Andre Marques assume a temporada do The Voice a partir da segunda fase. Na primeira ainda to lá. Estreamos 26/10! Em breve conversamos mais".
Em novembro de 2021, Tiago Leifert estreiou como publisher da "NewsLeifert", de acesso gratuito, disponível na plataforma Substack, tratando de  tecnologia, games, cultura pop e esporte.
Em maio de 2022, dirigiu o novo programa Dia de Jogo, formato por ele desenvolvido, sobre apostas esportivas e futebol.. Atuou como comentarista em jogos no Paulistão 2022 no YouTube e como narrador em jogos da Copa do Brasil de 2022 na Amazon Prime Vídeo.
Em julho de 2022, atuou como mestre de cerimônia da primeira edição da CCXP Awards, premiação brasileira voltada à celebração dos principais lançamentos da cultura e dos games, no Brasil e no mundo.

### 2025–presente: SBT
Em janeiro de 2025, Tiago Leifert acertou sua volta à TV aberta e foi contratado para ser narrador esportivo do SBT.
Nasci a cresci na TV aberta e como todo brasileiro tenho um carinho enorme pelo SBT e o máximo de respeito pelo legado do gênio Silvio Santos. Estou muito honrado e empolgado com a oportunidade de contar as histórias da CONMEBOL Sul-Americana e da UEFA Champions League ao lado dos colegas do time de esportes. Que seja uma jornada emocionante para todos nós.

## Filmografia

### Televisão
| Ano                    | Título                        | Função                | Emissora                               |
| ---------------------- | ----------------------------- | --------------------- | -------------------------------------- |
| 1996                   | Desafio ao Galo               | Repórter              | TV Gazeta                              |
| 2004–06                | Vanguarda Mix                 | Apresentador          | TV Vanguarda                           |
| 2006–08                | Programas Esportivos          | Repórter              | SporTV                                 |
| 2008–09                | Esporte Espetacular           | Repórter              | TV Globo                               |
| 2009–15                | Globo Esporte SP              | Apresentador          | TV Globo São Paulo                     |
| 2010–18                | Central da Copa               | Apresentador          | TV Globo                               |
| 2012–21; 2025–presente | The Voice Brasil              | Apresentador          | TV Globo (2012–21) SBT (2025–presente) |
| 2013–15                | Fantástico                    | Apresentador Eventual | TV Globo                               |
| 2014                   | Esporte Espetacular           | Apresentador Eventual | TV Globo                               |
| 2015                   | Encontro com Fátima Bernardes | Apresentador Eventual | TV Globo                               |
| 2015–16                | É de Casa                     | Apresentador          | TV Globo                               |
| 2016                   | The Voice Kids                | Apresentador          | TV Globo                               |
| 2016–20                | Zero1                         | Apresentador          | TV Globo                               |
| 2017–21                | Big Brother Brasil            | Apresentador          | TV Globo                               |
| 2020                   | Criança Esperança             | Apresentador          | TV Globo                               |
| 2021                   | Domingão do Faustão           | Apresentador Eventual | TV Globo                               |
| 2021                   | Super Dança dos Famosos       | Apresentador          | TV Globo                               |
| 2022                   | Hora da Copa                  | Apresentador          | Globoplay                              |
| 2025                   | BBB: O Documentário           | Entrevistado          | TV Globo                               |

### Internet
| Ano           | Título    | Cargo        | Plataforma |
| ------------- | --------- | ------------ | ---------- |
| 2022-presente | 3 na Área | Apresentador | YouTube    |

## Prêmios e indicações
| Ano  | Prêmio                                                                     | Categoria                              | Indicação                 | Resultado |
| ---- | -------------------------------------------------------------------------- | -------------------------------------- | ------------------------- | --------- |
| 2009 | Troféu ACEESP (Associação dos Cronistas Esportivos do Estado de São Paulo) | Revelação                              | TV Globo                  | Venceu    |
| 2009 | Prêmio APCA                                                                | Melhor Apresentador de Televisão       | TV Globo                  | Venceu    |
| 2009 | Prêmio Comunique-se                                                        | Esportes: Mídia Eletrônica             | TV Globo                  | Venceu    |
| 2010 | Troféu ACEESP (Associação dos Cronistas Esportivos do Estado de São Paulo) | Apresentador de TV                     | TV Globo                  | Venceu    |
| 2011 | Troféu ACEESP (Associação dos Cronistas Esportivos do Estado de São Paulo) | Apresentador de TV Aberta              | TV Globo                  | Venceu    |
| 2012 | Troféu ACEESP (Associação dos Cronistas Esportivos do Estado de São Paulo) | Apresentador de TV Aberta              | TV Globo                  | Venceu    |
| 2013 | Troféu ACEESP (Associação dos Cronistas Esportivos do Estado de São Paulo) | Apresentador de TV Aberta              | TV Globo                  | Venceu    |
| 2014 | Troféu ACEESP (Associação dos Cronistas Esportivos do Estado de São Paulo) | Apresentador de TV                     | TV Globo                  | Indicado  |
| 2020 | Splash Awards                                                              | Melhor apresentador(a) de reality show | Big Brother Brasil 20     | Indicado  |
| 2021 | Prêmio Jovem Brasileiro                                                    | Melhor Apresentador                    | Big Brother Brasil 21     | Indicado  |
| 2021 | Meus Prêmios Nick                                                          | Artista de TV Masculino                | Big Brother Brasil 21     | Indicado  |
| 2021 | Melhores do Ano - RD1                                                      | Melhor Apresentador                    | Big Brother Brasil 21     | Pendente  |
| 2021 | Prêmio F5                                                                  | Melhor Apresentador de entretenimento  | Big Brother Brasil 21     | Indicado  |
| 2021 | Melhores do Ano NaTelinha                                                  | Melhor Apresentador                    | Big Brother Brasil 21     | Indicado  |
| 2021 | Prêmio Notícias da TV                                                      | Apresentador ou apresentadora de TV    | Big Brother Brasil 21     | Indicado  |
| 2021 | Prêmio Contigo!                                                            | Melhor Apresentador                    | Big Brother Brasil 21     | Indicado  |
| 2021 | Prêmio Men of the Year Brasil                                              | Homem do Ano: Televisão                | Big Brother Brasil 21     | Venceu    |
| 2021 | Prêmio Área VIP                                                            | Melhor Apresentador                    | Big Brother Brasil 21     | Indicado  |
| 2021 | TikTok Awards                                                              | Profissão: Gamer                       | Perfil do Tiago no TikTok | Indicado  |
| 2021 | TikTok Awards                                                              | Good Video Well Played                 | Perfil do Tiago no TikTok | Indicado  |